# Maryse Eloy
Maryse Eloy, née le 16 novembre 1930 à Mont-Saint-Aignan et morte le 4 février 2020 à Paris (13ème), est une artiste peintre française.

## Biographie
Maryse Eloy fréquente l'École nationale supérieure des beaux-arts à Paris de 1949 à 1954, suit des études de langues à l'Université de Heidelberg en Allemagne et étudie l'Histoire de l'Art à l'Université de Pérouse en Italie[réf. nécessaire].
À partir de 1963, elle se consacre à ses activités de peintre et sculpteur. Fondatrice de l'École d'Art Maryse Eloy en 1981[réf. nécessaire], elle dirigera l'établissement avec le peintre vietnamien Tuan Pham jusqu'en 2002.
Ses premières peintures versent dans l'abstraction totale, puis elle s'intéresse aux formes géométriques.

## Expositions
Personnelles
- 1968 Paris, Galerie Suzanne de Coninck
- 1969 Pérouse, Palazzo dei Notari
- 1971 Paris, Galerie Suzanne de Coninck
- 1973 Paris, Galerie Forum
- 1973 Grenoble, Galerie Cupillard
- 1977 Rome, Galerie Contini
- 1977 Cagliari, Galerie Arte Duchamp

Collectives
- 1967 Madrid, Cordoue, Barcelone (gal.S.de Coninck)
- 1968 Confrontation, Dijon
- 1969 Couleurs dans I' Hôpital, Hôpital de Lagny
- 1968 Centre CO- MO, (constructivisme- mouvement) Paris, Ivry.
- Festival d'arts plastiques de Montargis.
- 1971 Galerie Lara Vinci, Paris, Foire internationale d'Art de Cologne.
- Exposition itinérante "Propositions pour l'architecture"
- 1973 CIEAC - Centre International d'Art Constructiviste d'Anvers:plusieurs artistes exposent dans 17 villes allemandes,

dont Mayence, Cologne, Munich en 1973 ; Berlin et Hambourg en 1974[réf. nécessaire].
- 1974 CIEAC - ARTS GRAPHIQUES, Parme, Brescia, Anvers, Tokyo, Toulouse.
- 1974 "Des artistes font des drapeaux" pour le bimillénaire de la ville de Rottweil.
- 1974 Médaille d'or aux premières Semaines Internationales de la Femme, à Nice et Cannes.
- 1975-76 COSTRUTTIVISMO INTERNAZIONALE Brescia, Padoue, Gênes, Savona, Gallena Vismara Milano.
- 1975 - 76 COLLETTIVO SINCRON, Arte Fiera Bologne.
- 1977 "Struttura" Galleria Sincron, Brescia
- 1978 - 79 "Spazio Ambiguo", Palazzo del Notari, Pérouse.

## Réalisations liées à l'architecture
- 1971-1980 Mur d'entrée d'immeuble à Paris, relief blanc. Peinture murale pour un groupe scolaire à Saint-Herblain. Mise en couleurs du groupe scolaire du Pont Boileau.
- Garde-corps en fonte, longueur 70 mètres, pour le centre-gare "Cergy préfecture", de la Ville Nouvelle de Cergy-Pontoise.
- Cheminée - sculpture, structure prismatique polychrome pour un groupe scolaire de Villeneuve-d'Ascq.

## Acquisitions de musées
- 1967 et 1970 Musée d'art moderne de la ville de Paris.
- 1973 Musée Sainte-Croix des Sables-d'Olonne
- 1976 Musée du Château de Montbéliard
- 1977 Fonds national d'art contemporain
- 2000 Civico Museo d'Arte Contemporanea di Calasetta, Cagliari, Sardaigne.